# ديناميكية الأرض
ديناميكية الأرض أو ديناميات الأرض أو الجيوديناميكا هو فرع من الجيولوجيا يُعنَى بدراسة القوى المؤثِّرة في سطح الأرض. ويسعى هذا التخصص أيضاً للتحقيق في النشاط الداخلي عن طريق قياس الحقول المغناطيسية، والجاذبية، والموجات الزلزالية، وكذلك المعادن من الصخور وتكوينها النظائر. وتطبق أساليب الجيودينامية أيضا لاستكشاف الكواكب الأخرى.
ومن هنا فإن من أبرز الموضوعات التي يتصدَّر الجيوديناميكيون لدراستها تكوُّن الأودية والجبال والقارات والمحيطات وما إليها.

## المصدر
- الجيوديناميكيا - موسوعة المورد، منير البعلبكي، 1991
- [1] Ismail-Zadeh, Alik; Tackley, Paul J. (2010). Computational methods for geodynamics. Cambridge University Press. ISBN 978-0-521-86767-2